# عامر منيب
عامر منيب (2 سبتمبر 1963  - 26 نوفمبر 2011)، مغني وممثل مصري.

## حياته
ولد في حي الدقي بالجيزة في يوم 2 سبتمبر عام 1963 لعائلة فنية; حيث أن جدته هي الفنانة الراحلة ماري منيب. انتقل عامر منيب إلى منزل جدته بشبرا مع شقيقه الأكبر (جمال) وشقيقتيه الصغريان (أميرة) و(أمينة). اعتاد عامر الذهاب مع جدته إلى مسرح نجيب الريحاني لمشاهدة أعمالها وأعمال زملائها من الفنانين، وكان مولعاً بالمسرح والتمثيل رغم عشقه الشديد للغناء. توفيت جدته عندما كان في السادسة من عمره، وذلك عام 1969 فنعاه زملائها في مجال الفن وعاد إلى حضن والده. كان من الطلبة المتفوقين دراسياً في صفه. تخرج في كلية التجارة بجامعة عين شمس عام 1985 بعد حصوله على البكالوريوس بتقدير جيد جداً وأصبح معيداً بجامعته، وكان يقضي أوقات الفراغ بالغناء لمشاهير الطرب مثل الراحل عبد الحليم حافظ.

### حياته الأسرية
تزوج من «إيمان الألفي» ورزق منها بثلاث بنات مريم، زينه ونور 

## مشواره المهني
في شهر رمضان عام 1987 جاءته تذكرة وأوراق عقد سفر إلى أستراليا للحصول على الدكتوراه والعمل في إحدى الجامعات هناك، وأثناء تناول السحور مع أصدقائه بأحد الفنادق ليودعهم قبل السفر تصادف وجود كبار الفنانين في هذه السهرة وفي نفس الفندق وهم: محمود ياسين وزوجته شهيرة ونور الشريف وزوجته بوسي بالإضافة إلى الفنان فاروق الفيشاوي والموسيقار حلمي بكر. وقد ألحَّ عليه زملاؤه للغناء، فقام عامر بأداء أغنية (الفن) لموسيقار الأجيال محمد عبد الوهاب وفوجئ جميع الحضور بصوت عامر وأظهروا إعجابهم الشديد جداً به وفي مقدمتهم الفنانين المذكورين وقاموا بدعوته للجلوس معهم وكانت مفاجأة كبيرة بالنسبة لهم جميعا حينما اكتشفوا أنه حفيد الفنانة الكبيرة ماري منيب. وأخذه الموسيقار حلمي بكر على حدة وشجِعه بشدة وطالبه بضرورة البقاء في مصر وعدم السفر لكون هناك مستقبل كبير ينتظره بشرط أن يثقل موهبته بالدراسة. وبالفعل قام عامر عقب عودته للمنزل بتمزيق تذكرة السفر، وفي اليوم التالي خضع بشكل كامل لدروس الأستاذ عاطف عبد الحميد (أستاذ الموسيقى الشهير لآلة العود وعميد كلية التربية الموسيقية بجامعة حلوان) وتعلم عامر على يديه المقامات الموسيقية وحصص سولفيج الصوت وقام بإحضار أستاذ آخر متخصص تعلم على يدية أصول وقواعد العزف على آلة العود. ثم قرر عامر تعلم فنون العزف على آلة البيانو، وبعد اجتيازه هذه الدروس قام بتكوين فرقة موسيقية صغيرة انتقل بالغناء بها في الفنادق الكبرى. ولم يكن له أغاني خاصة به بل كان يقدم أشهر وأجمل أغاني عبد الحليم حافظ وحقق بها شهرة جيدة. ثم قرر أن يكون له لون غنائي خاص به وإصدار ألبوم غنائي يحمل صوته بأغاني مستقلة له. وبالفعل بدأ عامر تجهيز ألبومه الأول على نفقته الخاصة ولكونه لم يكن يملك من المال ما يعينه على تنفيذ وإنتاج الألبوم فقد قام ببيع سيارته الخاصة بل واستدان من أصدقائه لكي يتمكن من دفع أجر فرقته الموسيقية وحجز الاستوديو. ورغم ضيق ذات اليد، أصر على أن يتعاون مع مجموعة من كبار الشعراء والملحنين رغم أجورهم المرتفعة مثل مدحت العدل وصلاح الشرنوبي ورياض الهمشري وآخرين واستدان مرةً أخرى من أجل طبع الألبوم وتوزيعه. وبالفعل أصدر الألبوم بعنوان لمحي عام 1990. ورغم الدعاية المحدودة التي صاحبته إلا أن الألبوم حقق نجاحاً نسبياً دفعه للاستمرار على الساحة; حيث كتب بالألبوم شهادة ميلاده الفنية، فبدأت عروض شركات الإنتاج تتوالى عليه بعد أن أصبح له قاعدة جماهيرية نسبية من جمهور الشباب، فتوالت ألبوماته الناجحة بعد هذا حيث قام منذ هذا التوقيت بإصدار نحو عشرة ألبومات كان أنجحها ألبومي أيام وليالي وفاكر، حيث تراوحت نسب توزيعهما ما بين 300 و 400 ألف نسخة. بينما تراوحت توزيعات بقية الألبومات الأخرى ما بين 100 و 150 ألف نسخة مثلما حدث مع ألبوماته الأربعة الأخيرة حب العمر 2003 وحاعيش 2004 وكل ثانية معاك 2005. وكان من الطبيعي أن تلتفت له أنظار منتجي ومخرجي السينما تماما كما حدث مع كل المطربين الناجحين فتم إسناد بطولة فيلم سحر العيون له مع حلا شيحة ونيللي كريم ومحمد لطفي وتم عرضه في موسم 2002 وحقق نجاحاً جماهيرياً طيباً; حيث تجاوزت إيراداته حاجز المليوني والنصف مليون جنيه. ثم جاء فيلمه الثاني كيمو و-نتيمو مع مي عز الدين ووحيد سيف وطارق عبد العزيز وإيناس النجار من تأليف محمد البيه وإخراج حامد سعيد وتم عرضه في سباق موسم 2004 تحديداً في شهر مارس، بالإضافة إلى فيلم الغواص في موسم 2005 مع داليا البحيري وحسن حسني وسامي العدل من إخراج فخر الدين نجيدة، ولم يحقق الفيلمان المذكوران نجاحاً جماهيرياً يذكر وبرر عامر فشل التجربتين بالتوقيت السيئ الذي تم عرضهما فيه. وأخيراً فيلم كامل الأوصاف في موسم 2006 مع حلا شيحة وعلا غانم ورجاء الجداوي وحسن حسني وخالد سرحان وأحمد سعيد عبد الغني من تأليف أحمد البيه وإخراج أحمد البدري. ثم أصدر عامر في عام 2009 أغنيته الدينية الوحيدة (يا الله) بعد عودته من أداء العمرة.

## الألبومات

الفنان عامر منيب.

## الأفلام
| سنة الإنتاج | الفيلم       | الشخصية       |
| ----------- | ------------ | ------------- |
| 2006        | كامل الأوصاف | سيف           |
| 2006        | الغواص       | عمر           |
| 2004        | كيمو وأنتيمو | كمال " كيمو " |
| 2002        | سحر العيون   | كريم          |

## الألبومات[3]
| الألبوم       | العام | المنتج     |
| ------------- | ----- | ---------- |
| لمحي          | 1990  | صوت الدلتا |
| يا قلبي       | 1993  | صوت الدلتا |
| أول حب        | 1994  | صوت الدلتا |
| علمتك         | 1996  | صوت الدلتا |
| فاكر          | 1999  | ميجا ستار  |
| أيام وليالي   | 2000  | روتانا     |
| وياك          | 2001  | روتانا     |
| الله عليك     | 2002  | روتانا     |
| حب العمر      | 2003  | روتانا     |
| هاعيش         | 2004  | روتانا     |
| كل ثانية معاك | 2005  | روتانا     |
| حظي من السما  | 2008  | عالم الفن  |

## أغاني مصورة
| الأغنية            | المخرج                 | المنتج     | العام |
| ------------------ | ---------------------- | ---------- | ----- |
| لمحي               | طارق الكاشف، أشرف شيحة | صوت الدلتا | 1990  |
| يا قلبي تاني       |                        | صوت الدلتا | 1993  |
| بغنيلك             |                        | صوت الدلتا | 1993  |
| ولا نسيتك          |                        | صوت الدلتا | 1993  |
| أول حب             |                        | صوت الدلتا | 1994  |
| حببوني             |                        | صوت الدلتا | 1994  |
| إيه الحكاية        |                        | صوت الدلتا | 1996  |
| فاكر               | محمد العجمي            | ميجا ستار  | 1999  |
| أيام وليالي        | روب بانوتشي            | روتانا     | 2000  |
| وياك               | روب بانوتشي            | روتانا     | 2001  |
| الله عليك          | عمرو عاصم              | روتانا     | 2002  |
| شوق وحنين          | عثمان أبو لبن          | روتانا     | 2003  |
| ما لقيتش زيك حبيبي | جميل جميل المغازي      | روتانا     | 2004  |
| راح فين الغرام     | جميل جميل المغازي      | روتانا     | 2004  |
| طول الليالي        | حسن أبو الفتوح         | روتانا     | 2004  |
| كل ثانية معاك      | جميل جميل المغازي      | روتانا     | 2005  |
| يا الله            | محمد جلال              | عالم الفن  | 2005  |
| فيك حاجة           | شريف صبري              | عالم الفن  | 2008  |

## وفاته
توفي صباح يوم السبت 26 نوفمبر 2011، في مستشفى دار الفؤاد عن عمر يناهز 48 عامًا بعد صراعٍ طويلٍ مع مرض السرطان دام أكثر من عامين.
دخل المستشفى متأثرا بإصابته بهبوط حاد في الدورة الدموية وظل طوال أيامه الأخيرة في غيبوبة شبه كاملة داخل غرفة العناية المركزة. بعد إجراء عملية إزالة جزء من القولون بألمانيا، إلا أن حالته الصحية قد تدهورت ليُصاب بهبوط آخر شديد الحدة في الدورة الدموية.
وقيل عنه أنه كان على خُلقٍ، وكان يتمنى أن يقوم بتسجيل صوته بتلاوة القرآن الكريم كاملاً بعد أن يترك الغناء، كما أنه صاحب فكرة البرنامج الخيري طوق نجاة ، وقد خصص جزء كبير من ماله لهذا العمل الخيري قبل وفاته.
وقد شيّعت جنازته من مسجد رابعة العدوية بمدينة نصر، و دُفِن في نفس قبر جدته ماري منيب بمدينة نصر. وأُقيم العزاء في مسجد ودار مناسبات الشرطة قرب طريق صلاح سالم في يوم الأربعاء 30 نوفمبر عقب صلاة المغرب.

## أعمال أصدرت بعد وفاته
بعد وفاة عامر بعامين تقريباً، تم إصدار أغنية جيت على بالي مرةً أخرى، ولكن هذه المرة بمشاركة الفنانة التونسية لطيفة. وبعد الإطاحة بالرئيس محمد مرسي بثلاثة أشهر تم إصدار أغنيته الوطنية الوحيدة (العسكرية المصرية) تحيةً للجيش المصري تحت إشراف زوجته. و بعد وفاته ايضا تم إعادة صياغة اغنية عامل ايه في حياتك غناء ابنته مريم مع تغيير بعض الكلمات فيها في عام 2019

## وصلات خارجية
- عامر منيب على موقع الدهليز
- عامر منيب على موقع قاعدة بيانات الأفلام العربية
- عامر منيب على موقع ميوزك برينز (الإنجليزية)
- عامر منيب على موقع أول ميوزيك (الإنجليزية)
- عامر منيب على موقع ديسكوغز (الإنجليزية)